# Richard Corts
Richard Corts (ur. 16 lipca 1905 w Remscheid, zm. 7 sierpnia 1974 tamże) – niemiecki lekkoatleta (sprinter), wicemistrz olimpijski z 1928.

## Kariera
Zdobył srebrny medal w sztafecie 4 × 100 metrów na igrzyskach olimpijskich w 1928 w Amsterdamie. Sztafeta niemiecka biegła w składzie: Georg Lammers, Corts, Hubert Houben i Helmut Körnig. Corts startował również w biegu na 100 metrów, w którym odpadł w półfinale.
2 września 1928 w Berlinie był członkiem sztafety 4 × 100 metrów, która ustanowiła rekord świata czasem 40,8 s (biegła w składzie: Arthur Jonath, Corts, Houben i Körnig). Corts wyrównał rekord świata w biegu na 100 metrów, osiągając wynik 10,4 s 14 lipca 1928 w Düsseldorfie, jednak nie został on oficjalnie uznany przez IAAF.
Był mistrzem Niemiec w biegu na 100 metrów w 1925 i 1928. Zdobył również mistrzostwo Wielkiej Brytanii (AAA) w biegu na 100 jardów w 1926.
Zakończył karierę lekkoatletyczną w 1930. Później przejął po ojcu fabrykę noży w Remscheid. Zmarł śmiercią samobójczą w 1974.